# Scilab
Scilab je отворени код, нумерички прорачунски пакет на високом нивоу, бројчано оријентисан програмски језик. Може се користити за обраду сигнала, статистичке анализе, побољшање слика, динамике флуида, нумеричке оптимизације и моделирање, симулацију експлицитних и имплицитних динамичких система и (ако је инсталиран одговарајући алати) симболичних манипулација.
Scilab је један од два главна отворена кода алтернативе MATLAB, други је GNU Octave.

## Преглед
Scilabје на високом нивоу, бројчано оријентисан програмски језик. Језик тумачи програмско окружење, са матрицама као главни тип података. Коришћењем рачунања матрице на бази, динамичко куцање, и аутоматско управљање меморијом, многи нумерички проблеми могу бити изражени у смањеном броју кода линија, у поређењу са сличним решењима коришћењем традиционалних језика, као што су Fortran, C, or C++. Ово омогућава корисницима да брзо конструишу моделе за низ математичких проблема. Док језик омогућава једноставне операције као што су мултипликације матрица, Scilab пакет такође обезбеђује библиотеку операција на високом нивоу, као што су корелације и сложене мултидимензионалне аритметике. Софтвер може да се користи за обраду сигнала, статистичке анализе, побољшање слике, динамике флуида, и нумеричке оптимизације.
Scilab укључује бесплатан пакет под називом Xcos (на основу Scicos) за моделирање и симулацију експлицитних и имплицитних динамичких система, укључујући и непрекидни и дискретни подсистем. Xcos је извор еквивалент отворен за Simulink од the MathWorks.
Како је синтакса Scilab-а слична MATLAB-у, Scilab укључује изворни код преводиоца за помагање конверзије кода из MATLAB до Scilab. Scilab је доступан бесплатно без трошкова под лиценцом отвореног кода. Због отвореног кода природе софтвера, неки корисници доприносе у интеграцији главног програма.

## Лиценца
Scilab family 5 породица 5 дистрибуира се под GPL-која је компатибилна CeCILL лиценци.
Пре верзије 5, Scilab  је полу-слободан софтвер према номенклатури Free Software Foundation. Разлог за то је што лиценца раније верзије  забрањује комерцијалну дистрибуцију модификованих верзија Scilab-а.

## Синтаксе
Scilab синтакса је у великој мери заснована на MATLAB језику. Најједноставнији начин да се изврши Scilab код је то укуцати у линији, --> , у графичком командном прозору. На овај начин, Scilab се може користити као интерактивна математичка граната.
Здраво Свете! у Scilab-у:
```
disp
(
"Hello World!"
)

```

Исцртавање 3Д функције површине:
```
// A simple plot of z = f(x,y)

t
=[
0
:
0.3
:
2
*
%pi
]
'
;

z
=
sin
(
t
)
*
cos
(
t
'
);

plot3d
(
t
,
t
,
z
)

```

## LaTeX мотор
Scilab чини формуле у математичкој нотацији користећи свој Java-based rendering engine, JLaTeXMath, виљушка пројекта JMathTeX.

## Алатне кутије
Scilab има много допринелих алатних кутија за различите задатке:
- Scilab Image Processing Toolbox (SIP) и његове варијанте (као што је SIVP)
- Scilab Wavelet Toolbox
- Scilab Java and .NET Module
- Scilab Remote Access Module
- Scilab MySQL
- Equalis Communication Systems Module
- Equalis Signal Processing Module
- SoftCruncher перфомансе картице

Много више ових кутија  је доступно на ATOMS Portal и на  Scilab forge Архивирано на веб-сајту  (21. март 2012).

## Историја
Scilab је настао 1990. године од стране истраживача из INRIA и École nationale des ponts et chaussées (ENPC). Првобитно се звао Ψlab (Psilab). Scilab Consortium је формиран у мају 2003. године да прошири, допринесе и промовише Scilab као референца софтвера у свету академске заједнице и индустрије. У јулу 2008. године, у циљу побољшања трансфера технологије, Scilab Consortium придрузио се Digiteo фондацији.
Scilab 5.1, прво издање састављено за Mac, било је доступно почетком 2009. године, а подржан је Mac OS X 10.5, звани леопард. Тако, OSX 10.4, Tiger, никада није подржала. Linux and Windows гради од почетка уз помоћ Solaris са верзијом 3.1.1, и HP-UX који је пао са верзијом 4.1.2 после садржања грешке.
У јуну 2010. године, Consortium је најавио стварање Scilab предузећа. Scilab предузећа развоја и тржишта, директно или преко међународне мреже повезаних пружалаца услуга, свеобухватан скуп услуга за Scilab кориснике.  Scilab предузећа такође развијају и одржавају  Scilab софтвере.  Крајњи циљ Scilab предузећа је да помогне да употреба Scilab-а буде ефикаснија и лака. 
Од јула 2012. године, Scilab је развијен и објављен од стране  Scilab предузећа.